# Macintosh File System
Le Macintosh File System était le système de fichiers des Macintosh en 1984. Ce système de fichiers « plat » (il ne permettait pas de gérer plusieurs niveaux pour l'arborescence des dossiers) a été essentiellement sur les disquettes de 400 kio utilisée par les premiers Macintosh ainsi que sur certains disques durs tiers. Apple, à la sortie de son premier disque dur (le Hard Disk 20) a développé un nouveau système de fichiers qui allait devenir la norme pour les années suivantes, le HFS.  
Le système de fichiers MFS avait de nombreuses limites : la taille totale du disque ne pouvait pas dépasser 20 Mio, avec au maximum 4 094 fichiers sur un volume et des noms de fichiers de 255 caractères au maximum, jamais atteints car le Finder était limité à des noms de fichiers de 63 caractères.

## Compatibilité
Les disques formatés en MFS peuvent être lus et écris sur toutes les versions des OS d'Apple jusqu'à Mac OS 7.6. Mac OS 7.6.1, sorti en 1997, supprime la prise en charge de l'écriture et Mac OS 8 (1997) ne prend plus en charge le système de fichiers en lecture. Apple proposa en 2006 un logiciel qui permet de monter une image disque formatée en MFS sur un ordinateur équipé de Mac OS X 10.4 « Tiger ».